# タラチネボラ

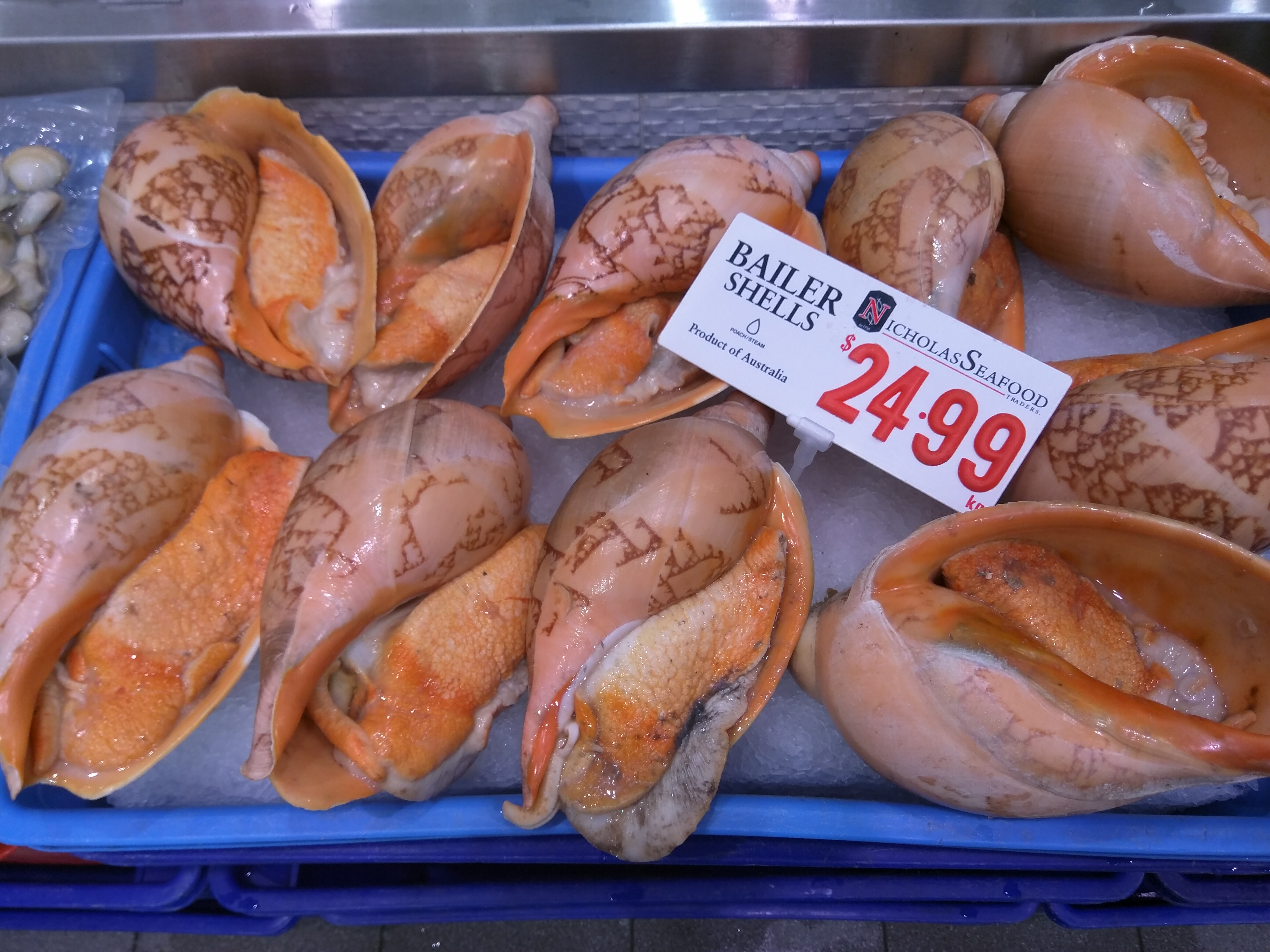
シドニーの魚市場で売られるタラチネボラ（2016年2月）。キログラム当たり24.99豪ドル＝当時換算で2,125円前後で魚介類の中ではやや高め。

タラチネボラ（垂乳根法螺、学名：Livonia (Livonia) mammilla）は、ガクフボラ科に分類される海産の巻貝の一種。最大で300mm (30cm) ほどになるオーストラリアの固有種。タラチネボラ属 Livonia のタイプ種で、この属名はリヴォニアの綴りと同じであるが、その由来は属の原記載には記されていない。種小名の mammilla [mamilla] はラテン語で乳房・乳首の意で、和名の「たらちね」とともに乳頭状に突出した殻頂と膨らんだ殻形に因む。
食用貝。

## 分布
オーストラリアに固有。
クイーンズランド州からタスマニア及び南オーストラリア西部の海域の水深90-180mの砂底に比較的普通に見られる。

## 形態
- 殻

殻は大形の卵形、成貝の殻高は200-300mmほど、比較的薄質で外見のイメージよりは軽い。1992年に出版された図鑑には Pisor という人のコレクションにある316mmの標本が最大記録であると記されている。
プロトコンク（原殻）は大きな乳頭状で、約1.3層、表面は平滑。初期の螺旋の回転軸はその後の回転軸と大きな角度で傾くため、最初の1層は横倒しになっており、巻き始めの部分が側面に見える。
後成層は約3層、螺塔は低く、大きく膨らんだ体層が殻高の8-9割を占める。殻表には微細な螺条彫刻と成長線とがあり光沢はなく、非常に薄い汚褐色の殻皮を被るが、殻皮は部分的に剥げていることもある。殻は淡褐色の地にテント型の褐色斑があるが、斑紋の強弱などには個体変異があり、褐色斑が発達して褐色地に淡色の三角形が染め抜かれるような模様のものから、ほとんど斑紋が見えないものなどまである。普通は縫合下と中央部に斑紋が少ない帯状部がある。
殻口縁は薄く単純だが、成貝では多少広がって、特に外縁上部は螺塔側にせり上がるようになる。殻口内は一般に淡橙色を呈するが、時に殻口全体が白色のものがあり Livonia mamilla leucostoma Mayblom, 1951 （leucosotoma は「白い口」の意）という亜種として記載されたが、通常個体と同じ場所から一緒に採取されることから、単なる個体変異だとされ、学名 lucostoma はシノニムと見なされている。
殻軸には斜めの3個の軸襞がほぼ等間隔で並ぶが、正面からは見えにくい。殻口下端には丸く湾入した水管溝があり、軸唇下端は多少尖るようになる。明瞭な繃帯（体層から区画された水管溝の形成痕）は形成されない。
- 軟体

軟体はオレンジ色。
- 蓋

蓋はない。
- 歯舌

歯舌は Gatliff & Gabriel (1909)  によって報告されている。それによれば、歯舌は中歯のみからなり、それが前後に約95個並ぶ。中歯自体の幅は1.1mmほど、歯舌が乗る歯舌リボンは長さ23mm、幅1.55mm。図示された白黒写真では、中歯の基部は湾曲し、先端にはほぼ同大の3歯尖があるように見える（Fig.4, Fig.5）。しかしこの Gatliff & Gabriel の報告から写したとして Weaver & DuPont (1970: fig.8-a) が示した歯舌の図は線画になっており、中央の歯尖は大きく両側の歯尖は小さく描かれていて、元の写真と相違するようにも見え注意が必要である。この線画は Poppe & Goto (1992)にも転載されている。

## 生態
- 生息環境

水深90-180mの砂泥底に比較的普通。1963年の日本の図鑑には「主としてバス海峡50尋よりトロール漁で得られる」と記されており、シドニーフィッシュマーケットのウェブサイトでは、タスマニアを含むオーストラリア南東沿岸の180mまでの砂泥底でトロールやかご漁で漁獲されると紹介されている。
- 生活

ガクフボラ科の貝類は肉食性。雌雄異体。交尾後にメスは卵嚢に入った卵を産卵し、幼貝が卵嚢から這い出す直達発生をする。乳頭状の殻頂として残るのが孵化した際の殻（プロトコンク＝原殻）で、本種がかなり大きな稚貝として孵化することがわかる。

## 分類
- 原記載
  - "Voluta mammilla Gray", Sowerby I, 1844 [9] . Proc. Zool. Soc. London 12:149-150.  
  - タイプ産地：New Holland
  - タイプ標本は幼貝。Weaver & DuPont (1970)[1] によればロンドン自然史博物館にあるはずのタイプ標本は所在不明になっており、もしネオタイプを選定するのであれば Gray (1859) が図示した標本（ロンドン自然史博物館 登録No.1859.2.17.1-3）が良いだろうとしている。

- 本種はタラチネボラ属 Livonia Gray, 1855 [10]のタイプ種である(Weaver & Dupont, 1970[1]による2次指定)。

- 和名は鹿間・堀越 (1963)[7]に掲載された際に新称された。

- シノニム

Voluta mammilla Sowerby, 1844、Voluta mamilla Sowerby, 1845、Cymbium mamilla、Scapha mamilla、Scapha (Livonia) mamilla; Mamillana mamilla、Voluta (Mamillana) mamilla、Cymbium (Mamillana) mamilla、Livonia mamilla、Livonia mamilla leucostoma Mayblom, 1951 など。
原記載での綴りは mammilla であるが、その翌年に記載者である Sowerby I 本人が「m」を一つ抜かした mamilla の名で図示したため、長らくその学名が誤使用されてきた。また原記載などで命名者が Gray とされたため、こちらも長期間そのように扱われた。

## 人との関係

### 食用
ヤシガイ類とともに Bailer shell などの名で食用にされる。シドニーフィッシュマーケットのオフィシャルサイトに紹介されている食べ方は以下のとおりである。
- 料理

肉質はしっかりとしており、味はまろやか。蒸し物、茹で物、フライパンを使っての焼き物や炒め物、バーベキュー、煮込み、刺身などで食べられる。スープ、カレー、キャセロールの具にも良い。
- 相性の良い食材・調味料

もやし、唐辛子、ニンニク、生姜、ネギ、レモングラス、ライム、オイスターソース、ごま油など。
- 下ごしらえ

貝をまるごと袋などに入れ、外側からハンマーや包丁の背などで殻を叩き割り、中から取り出したら割れた殻を取り除いて剥き身にする。肉を塩揉みしてぬめりを取り除き、冷たい流水ででよく洗う。黒っぽいワタの部分を切り落とし、再び岩塩などでこすり、冷流水でよく洗う。このときぬめりが残っていればたわしなどで擦って取り除く。最後にゴワつく表皮（約5mm程度の厚さ）やその他の固い部分をトリミングしたら半分に切り、口や触角のある頭部も切り落とす。これを薄い短冊状などに切ったものを料理に使う。
- 注意点

他の魚介類と同様、調理しすぎるとパサついたりゴムのような食感になったりして旨味もなくなるので注意する。

### その他
貝殻がコレクションの対象となることがある。別段珍しい種類ではないが、サイズが大きいことなどもあり、オーストラリア以外の国のコレクションにはあまり見られない。